# 小梨城
小梨城（おなしじょう）は、広島県竹原市小梨町字北谷平にあった日本の城。

## 概要
竹原小早川家の庶流家・小梨氏（小梨子氏とも表記）によって、沼田小早川家の高山城に対峙する形で竹原小早川家の木村城の出城として築城された。
はっきりとした事は不明であるが、室町時代中期以降に築城され、1550年（天文19年）頃の小早川隆景による竹原・沼田両家統合の際には廃城となったと考えられる。
江戸時代末期に編纂された『芸藩通志』によると水野将監が所居したところで、水野将監は小梨将監とも称したとのみ記されている。現在、その遺構は後世の開墾・開発によりほとんど残っていない。

## 発掘調査
1975年（昭和50年）、本城址のある丘陵をぶどう園として開発する計画がたてられ、関係各者と協議が重ねられるが城址の保存は不可能であるとの結論に達した。
この結果を受け、竹原市文化財保護委員会、広島県教育委員会の主導の下に小梨城跡発掘調査団が編成され発掘調査を行った。この調査で曲輪6ヶ所、空堀4ヶ所、その他遺物が検出された。